# 7e base militaire russe
La 7e base militaire (géorgien : რუსეთის მე-7 სამხედრო ბაზა ; russe : 7-я российская военная база) est une importante base militaire à l'étranger des forces armées russes stationnées à Goudaouta dans la république partiellement reconnue d'Abkhazie. La base est subordonnée au commandement de la 49e armée combinée et du district militaire sud des forces terrestres russes.

## Histoire

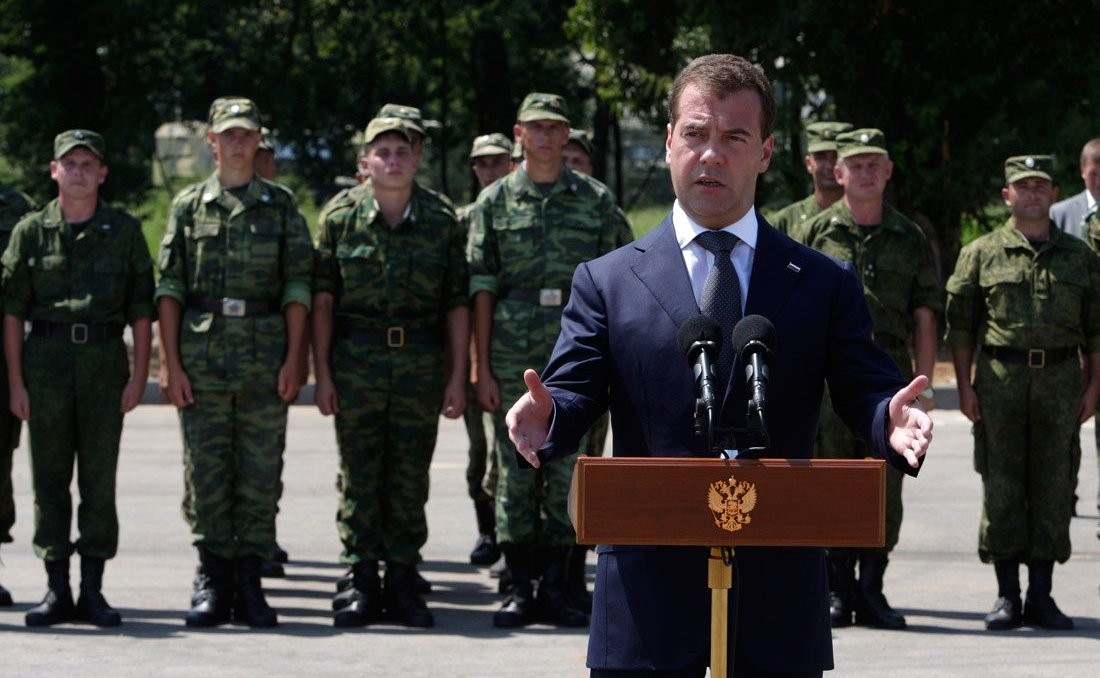
Le président Dmitri Medvedev s'adressant aux troupes de la base, le 8 août 2010.

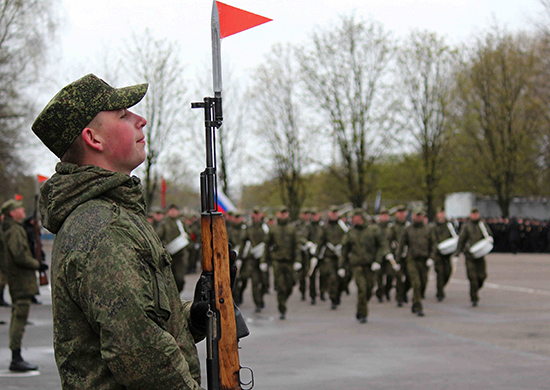
Célébrations de la fête de l'indépendance à la 7e base militaire en 2017.

La base provient de la 131e brigade de fusiliers motorisés, ancienne unité de l'armée soviétique et des forces terrestres russes. À la suite de la guerre russo-géorgienne de 2008, les autorités désirent construire une base militaire russe permanente. Le 1er février 2009, la brigade est réorganisée sous le nom de 7e base militaire de l'étoile rouge « Krasnodar », Ordre du Drapeau rouge de Koutouzov. Le 17 février, le président russe Dmitri Medvedev et le dirigeant abkhaze Sergueï Bagapch signent un accord pour l'établissement d'une base militaire russe unifiée sur le territoire de l'Abkhazie,.
Conformément à l'accord russo-abkhaze, la base militaire unie comprend d'anciennes installations de maintien de la paix : l'aéroport de Bamboura situé dans la région de Goudauta, un terrain d'entraînement militaire et une partie de la baie maritime près d'Otchamtchiré, des garnisons militaires conjointes russo-abkhazes déployées dans la vallée de Kodori et près du barrage d'Ingouri. En outre, des installations militaro-administratives et médicales (sanatoriums et maisons de repos) pour la base devront être situées à Soukhoumi, Gagra, Goudauta, Nouvel Athos, Echera et d'autres localités de la région,. La durée de fonctionnement de la base est prévue pour 49 ans, avec possibilité de reconduction tacite pour des périodes ultérieures de 15 ans. Pour l'entraînement au combat, les terrains d'entraînement militaire de Goudauta ainsi que Molkine, dans le territoire de Krasnodar, sont utilisés. En 2015, les travaux préparatoires commencent pour la construction et l'aménagement des infrastructures sociales et militaires de la base militaire. Depuis 2016, les unités blindées et de fusiliers motorisés de la base portent le titre honorifique de « percussion ».

## 100eanniversaire

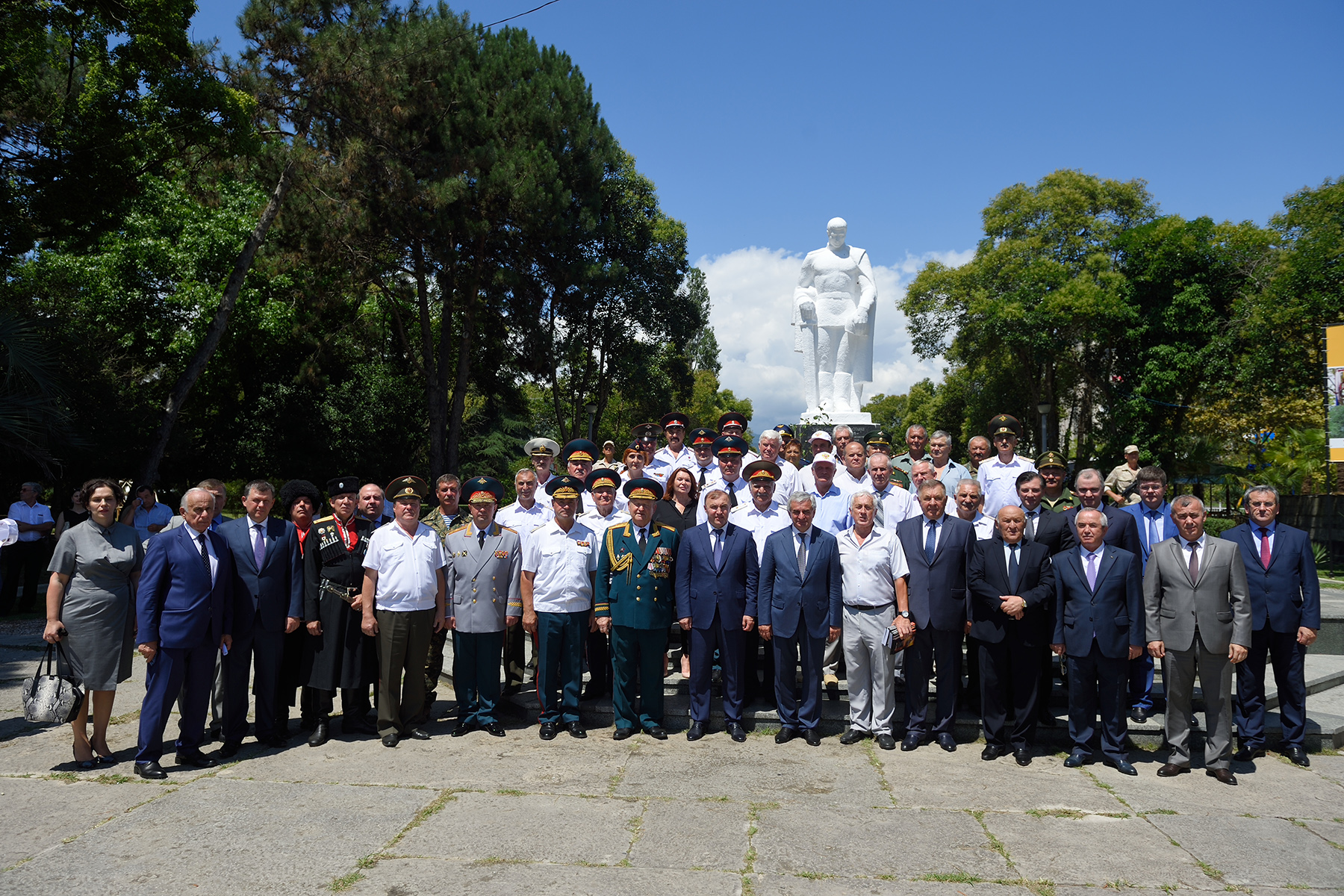
Personnel militaire de la base, vétérans de l'unité et dirigeants politiques abkhazes sur la tombe du soldat inconnu à Soukhoumi.

En juillet 2018, l'unité fête le centenaire de sa lignée. Les célébrations sont suivies par les dirigeants du district militaire sud, la 49e armée combinée et les dirigeants des forces armées abkhazes. Dans le cas de ce dernier, le président Raul Khadjimba est également présent. À l'initiative du colonel commandant Igor Egorov, des vétérans de l'unité proviennent de Maïkop, Krasnodar et d'autres villes. Le commandant reçoit la plus haute distinction de l'État : « Gloire d'Adiguée »,.

## Invasion russe de l'Ukraine
En mars 2022, des éléments de la 7e base militaire sont redéployés pour l'invasion russe de l'Ukraine. Selon l'état-major général des forces armées ukrainiennes, ils sont organisés en deux groupes tactiques de bataillon, pour un nombre total de 800 militaires. Le 31 mars 2022, l'armée ukrainienne signale avoir infligé des pertes aux troupes de la 7e base militaire à un endroit non identifié sur le front de l'Est.

## Commandants
- Colonel Sergueï Chebotariov (2007 – 2009)[13]
- Major général Iakov Rezantsev (2011 – 2013)
- Major général Mikhaïl Kossobokov (2015 – 2017)[14]
- Colonel Igor Egorov (2017 – 2019)
- Colonel Oleg Senkov (depuis 2019)

## Composition

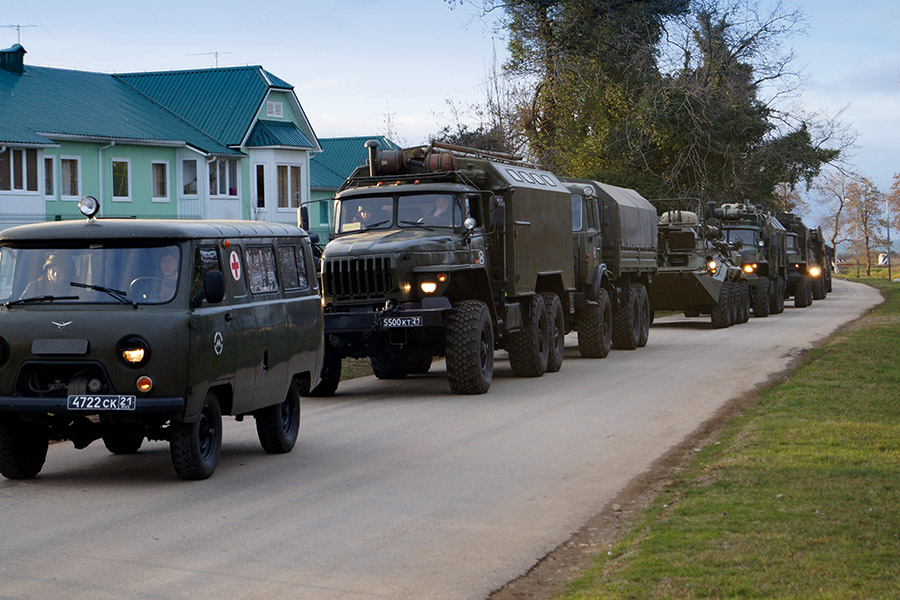
Véhicules militaires de la base.

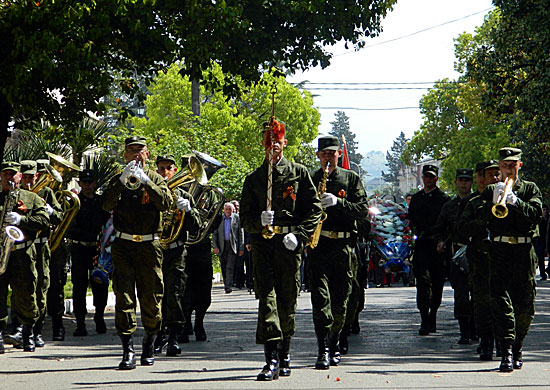
Parade des soldats de la base.

- 526e bataillon de fusiliers motorisés (unité militaire n ° 03768)
- 527e bataillon de fusiliers motorisés (unité militaire n ° 03769)
- 529e bataillon de fusiliers motorisés (unité militaire n ° 03841)
- 558e bataillon de fusiliers motorisés (unité militaire n ° 03833)
- 9e bataillon blindé (unité militaire n ° 03842)
- Éléments de missiles sol-air S-400 et S-300 signalés[15]
- Autres unités de support plus légères